# Banana boat

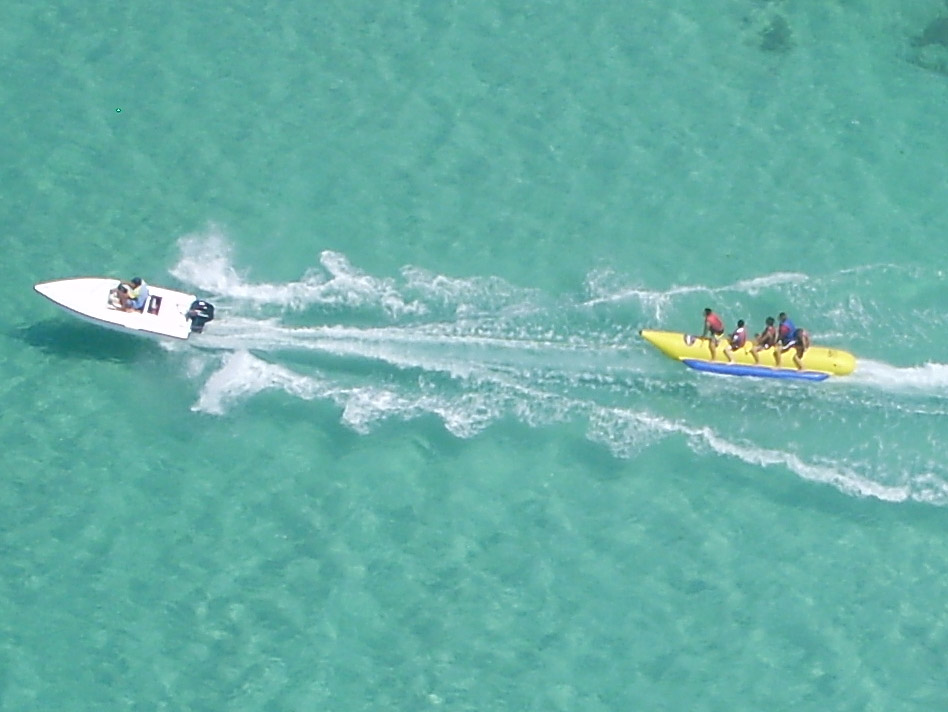
Banana boat, Varadero, Cuba

Um banana boat é um barco inflável recreacional feito geralmente para ser rebocado. Foi inventado por Glenn Matthews no fim dos anos 80. Diversos modelos geralmente acomodam de 3 a 10 passageiros sentados em um tubo grande, central enquanto descansam seus pés em dois tubos laterais que estabilizam o barco. O tubo central geralmente é amarelo e em formato de banana. Alguns modelos têm dois tubos centrais. Durante o passeio, o motorista do barco a motor tenta virar o banana boat de cabeça para baixo ao fazer curvas fechadas. Passageiros sempre devem usar colete salva-vidas por razões de segurança.

## Ligações externos
- «Banana Boats on Boats Depot» (em inglês)